# Lingelsheimia abbayesii
Lingelsheimia abbayesii là một loài thực vật có hoa trong họ Diệp hạ châu. Loài này được (Leandri) Radcl.-Sm. mô tả khoa học đầu tiên năm 1997.